# Barranc de Sensui
El barranc de Sensui és un barranc que neix a l'antic terme de Toralla i Serradell, pertanyent actualment al de Conca de Dalt, i va a abocar-se en el barranc del Solà, que forma, juntament amb el barranc de Rivert, en terme de Salàs de Pallars.
Es forma just a l'est de la Borda de Servent per la transformació del barranc de l'Espluga de Paradís, que ve del nord-oest, i baixa cap al sud-est, per anar a buscar el nord del poble de Sensui. Just al nord d'aquest poble rep per l'esquerra el barranc de Vilanova, fa la volta pel costat de llevant a aquest poble, i un tram més avall troba per la dreta el barranc de Rivert. Entre tots dos donen pas al barranc del Solà al lloc de Llinars.